# Kalundborg
Die Hafenstadt Kalundborg anhörenⓘ [kalonˈbɔːʔʀ] (deutsch veraltet Kahlenburg) in der dänischen Region Sjælland (Seeland) befindet sich am Kalundborg Fjord, im Norden des Großen Belts. Bei der Kommunalreform 2007 wurde Kalundborg zum Verwaltungssitz der neu gebildeten Kalundborg Kommune.

## Geschichte
Kalundborg wurde an einem der wichtigsten strategischen Orte Seelands gebaut, am Naturhafen Hærvig, der bereits in der Wikingerzeit Sammelplatz für die Flotte war. Der Adlige Esbern Snare, Bruder des Erzbischofs Absalon von Lund und Ziehbruder von Waldemar dem Großen, gründete Stadt und Burg um das Jahr 1167. 
Der Bau der Vor Frue Kirke soll schon 1160 begonnen worden sein. Offenbar war die Kirche als Grabkirche der Familie Snare vorgesehen. Waldemar, Absalon und Esbern waren Anführer der dänischen Kreuzzüge in der Ostsee im 12. Jahrhundert. Die Stadt war ein Knotenpunkt dieser Kreuzzüge. Nach Esbern Snares Tod ging die Burg an seine Tochter Fru Ingeborg af Kalundborg über, die mit dem Drost Peder Strangesøn († 1241) verheiratet war und der später vorgeworfen wurde, sich den Feinden König Waldemars angeschlossen zu haben, weshalb Kalundborg 1262 von der Krone übernommen wurde. In den folgenden Jahren verfiel die Burg so sehr, dass der norwegische Freibeuter Alv Erlingsson 1285 die Kontrolle erlangte und die Region plünderte.
König Erik VI. Menved ließ Burg und Stadt befestigen und ein ausgedehntes System von künstlichen Seen und Gräben um die Stadt anlegen. Er baute östlich des Ortes eine zweite Burg, eine große fünfeckige Anlage innerhalb einer Zwingermauer mit Schalentürmen auf einer Insel. Menved gab Burg und Stadt seinem Bruder Christoph II. zum Lehen. Als dieser König geworden war, schenkte er sie dem Herrn von Halland, Knud Porse, als „Grafschaft Kalundborg“ zusammen mit Samsø und anderen Gebieten. Nach seinem Tod im Jahr 1330 behielt seine Witwe Ingeborg das Pfandrecht. Doch als Waldemar Atterdag an die Macht gekommen war, machte er ihr den Besitz der Burg streitig und begann 1341 mit der Belagerung, doch wurde sie von den Söhnen des Grafen Gert, Henrik und Claus, unterstützt, so dass der König die Belagerung aufgeben musste. In einem Vergleich von 1341 überließ Frau Ingeborg ihm jedoch die Burg mit dem Gut als Gegenleistung dafür, dass sie Halland auf Lebenszeit behielt. Die Ostburg von Kalundborg war im 14. und 15. Jahrhundert eine der bedeutendsten Burgen Dänemarks. Könige und Magnaten versammelten sich hier zu politischen Verhandlungen und in Kriegszeiten war Kalundborg ein wichtiger militärischer Stützpunkt. Den mächtigen Burgturm Folen der Ostburg bestimmte Margarethe I. zum Standort für den Kronschatz und das Staatsarchiv. Beide Kleinodien waren zuvor auf der Burg Vordingborg aufbewahrt. Diese zwei Burgen von Kalundborg sind heute abgegangen. 
1494 fand unter König Hans eine Ständeversammlung auf der Burg statt, bei der am 31. Mai der Unteilbarkeitsbrief verabschiedet wurde. In diesem Brief wurde erklärt, dass das Königreich Dänemark ein freies Wahlkönigreich sei, d. h., das Land konnte nicht in Erbstücke aufgeteilt werden. Das Archiv, die Korrespondenzkammer und die Schatzkammer des dänischen Königreichs wurden bis etwa 1900 im Turm „Folen“ aufbewahrt. Der abgesetzte König Christian II. von Dänemark und Norwegen wurde 1549 als Gefangener auf die Burg überstellt und starb hier zehn Jahre später. Während der Schwedenkriege wurde die Burg so stark beschädigt, dass die schwedischen Belagerungstruppen die Burg 1659 von den Bürgern abreißen ließen, so dass heute nur noch Fundamente sowie ein Teil der Ringmauer sichtbar sind.
Peter Feddersen war hier ab 1841 Bürgermeister.

## Wirtschaft und Infrastruktur
Die Stadt ist Sitz des Radiosenders Kalundborg und Endpunkt einer Eisenbahnstrecke aus Roskilde. Außerdem ist in Kalundborg unter anderem die Ölindustrie mit Raffinerien angesiedelt. Das Asnæsværket ist einer der größten Stromerzeuger des Landes. In der Stadt ist eine lokale Zeitung ansässig, das Kalundborg Folkeblad.
Es besteht eine Fährverbindung nach Ballen auf der Insel Samsø. Die Fährverbindung von Kalundborg nach Aarhus wurde zum 12. Oktober 2013 eingestellt.
Etwas abseits des bisherigen Hafens der Stadt wurde seit Oktober 2017 der neue Westhafen (Ny Vesthavn) als Universalhafen für etwa 35 Mio. Euro angelegt. Die 330.000 m² große Anlage mit 500 Meter Kailänge ging am 22. April 2019 in Betrieb. Der Containerumschlag wurde dorthin verlagert; er wird eine Umschlagkapazität bis zu 35.000 TEU im Jahr aufweisen. Dieser neue Tiefwasserhafen wird durch die Anfahrbarkeit für tiefgehende Seeschiffe auch für die Hauptstadt Kopenhagen Bedeutung erhalten, da diese den Hafen dort nicht voll beladen anlaufen können.
Der Pharmakonzern Novo Nordisk betreibt eine Produktionsstätte in der Stadt und stellt pharmazeutische Produkte und Dienstleistungen her, insbesondere Medikamente und Geräte zur Diabetesversorgung. Das Unternehmen erzeugt 50 Prozent der weltweiten Insulinproduktion. Eines der Hauptprodukte ist das Medikament Semaglutid, das zur Behandlung von Diabetes unter den Markennamen Ozempic insbesondere in Nordamerika und Kanada bekannter wurde.

## Bauwerke
- Vor Frue Kirke (Frauenkirche). Der romanische fünftürmige Zentralbau aus Backstein ist weltweit einzigartig. 1827 stürzte der Mittelturm ein, er wurde 1867–1871 wiederhergestellt.
- Fachwerkhäuser im Zentrum
- Sendetürme des Senders Kalundborg (Langwelle 243 kHz), 118 Meter hoch

## Söhne und Töchter der Stadt
- Erling Bjøl (1918–2023), Journalist, Historiker und Politikwissenschaftler
- Peter Vilhelm Glob (1911–1985), Archäologe und Museumsleiter
- Julie Holm (* 2000), Handballspielerin
- Anne Elisabet Jensen (* 1951), Politikerin und Volkswirtin
- Lene Knüppel (* 1966), Politikerin
- Johan Thomas Lundbye (1818–1848), Maler
- Kate Mundt (1930–2004), Schauspielerin
- Michael Niebling (* 1978), Basketballspieler
- Mark Pedersen (* 1991), Radrennfahrer
- Sigrid Undset (1882–1949), norwegische Romanautorin, Novellistin und Essayistin

## Bilder

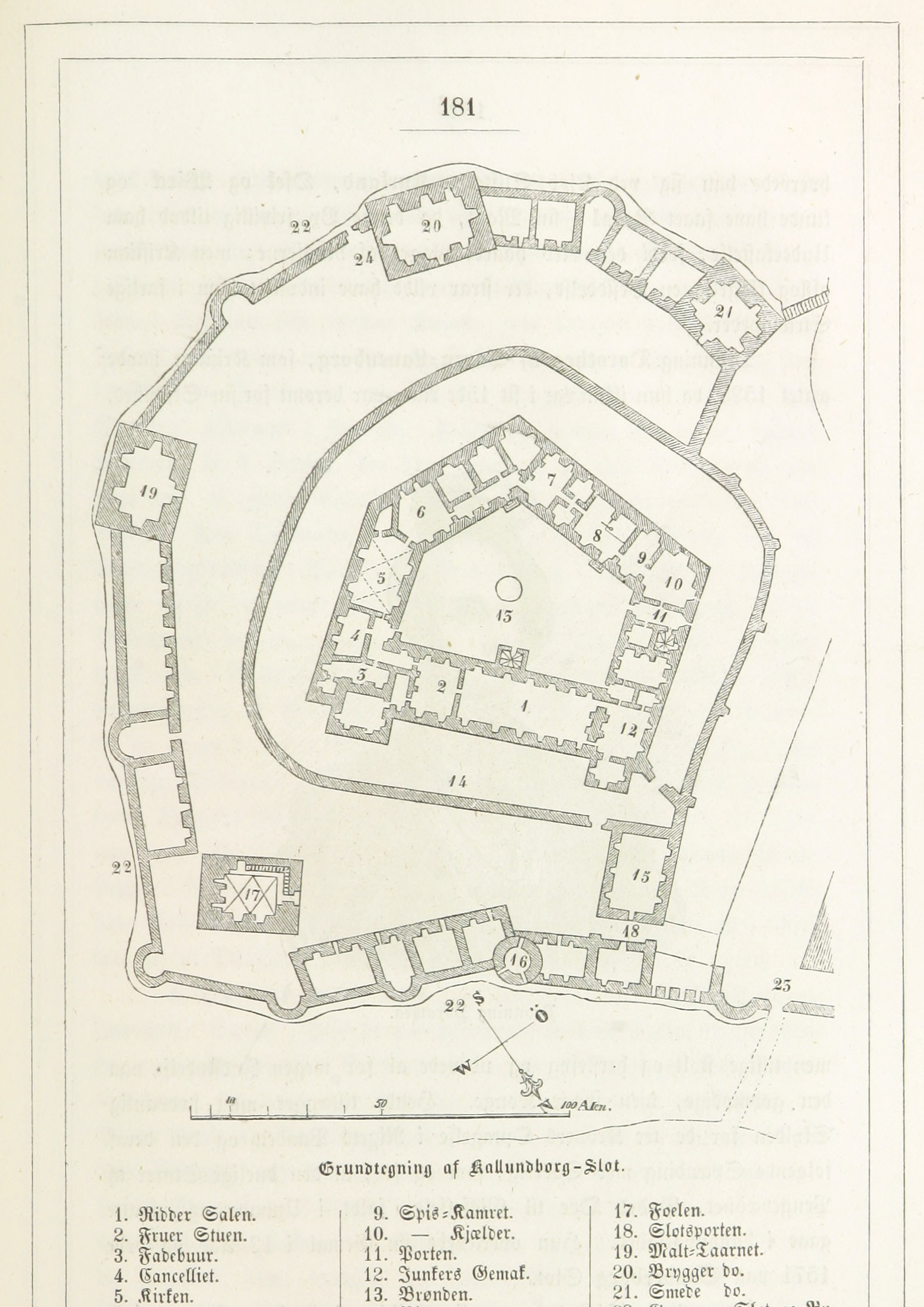
Grundriss der Burg
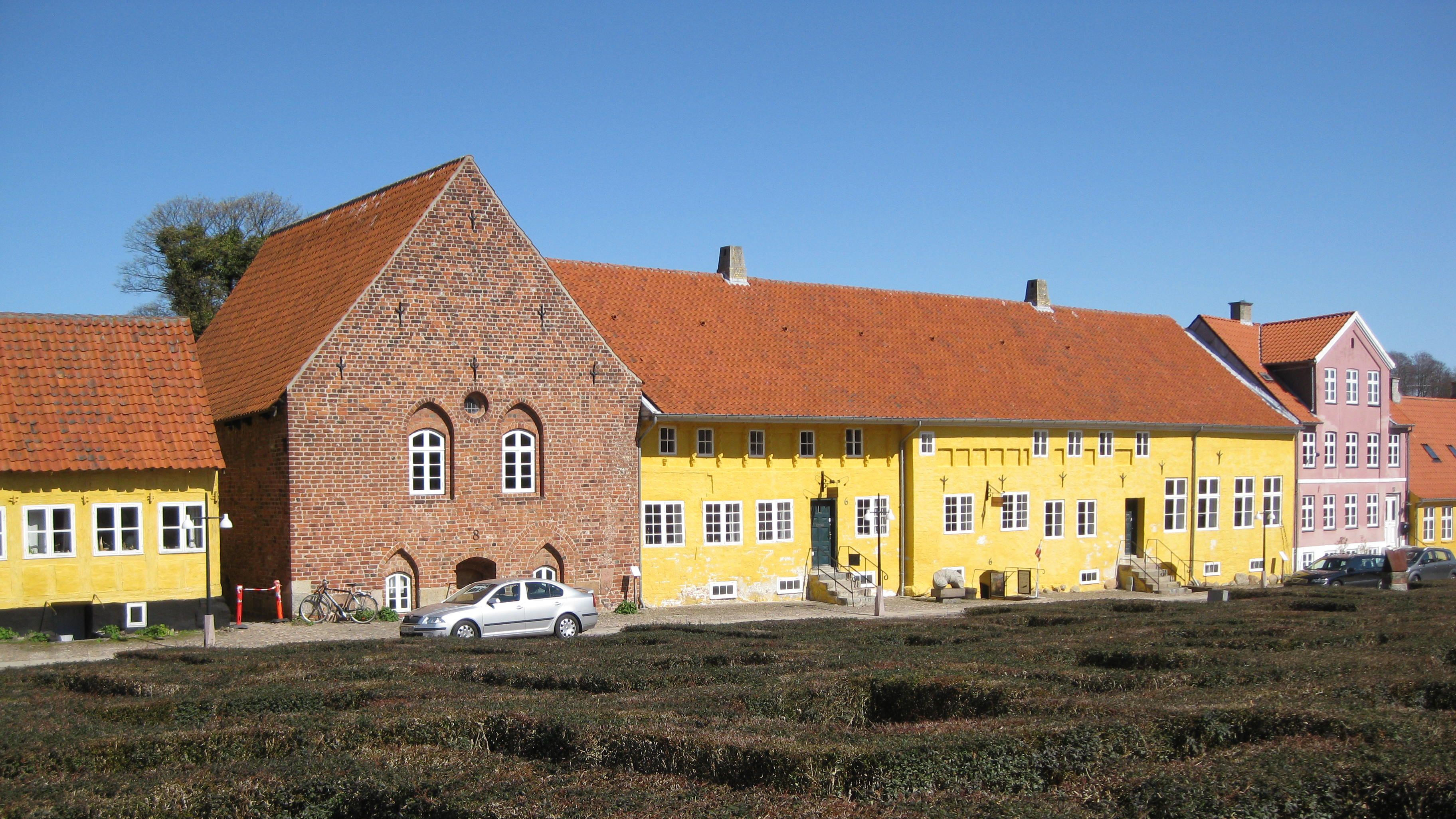
Bispegården
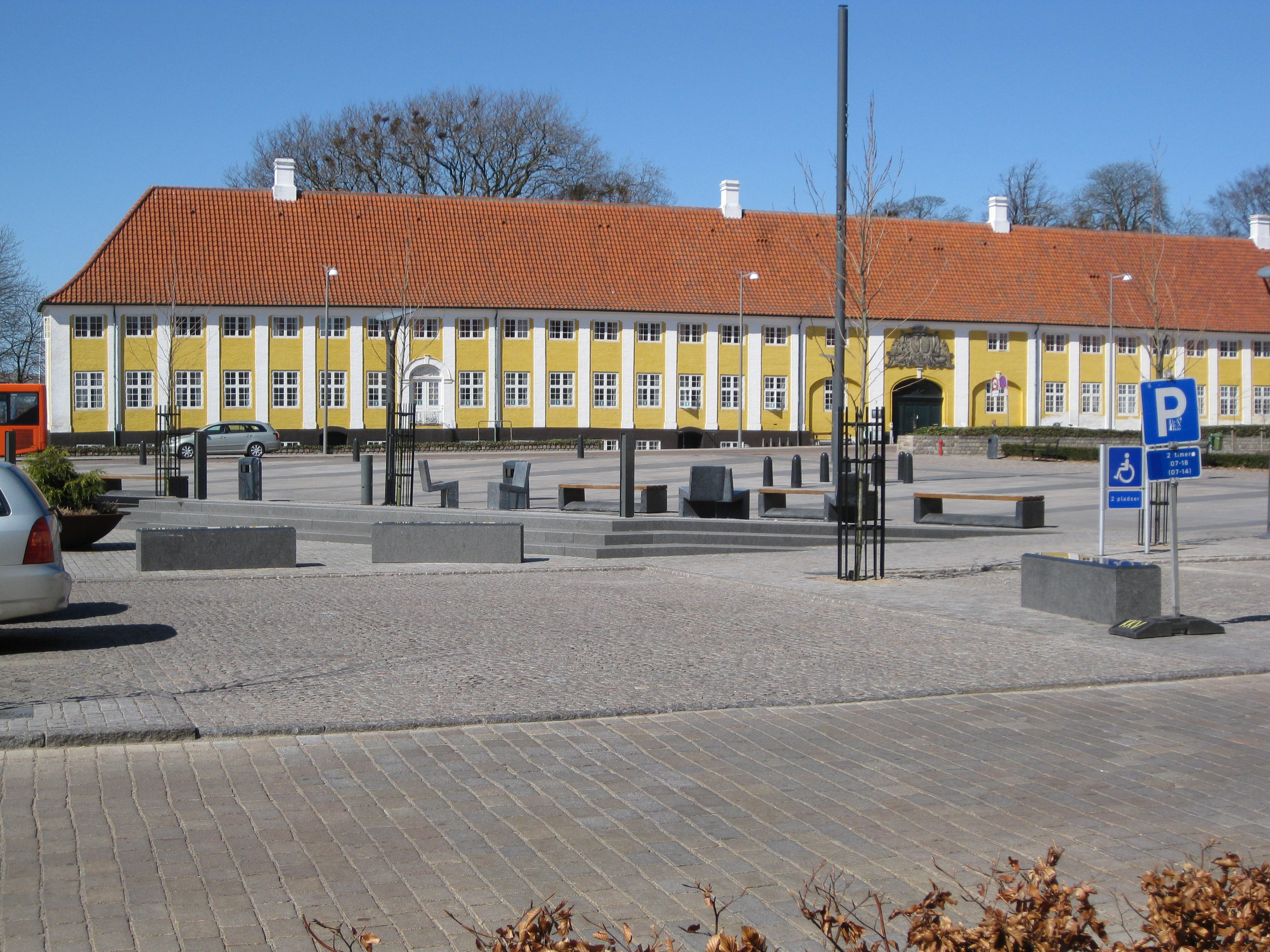
Kloster Kaalund
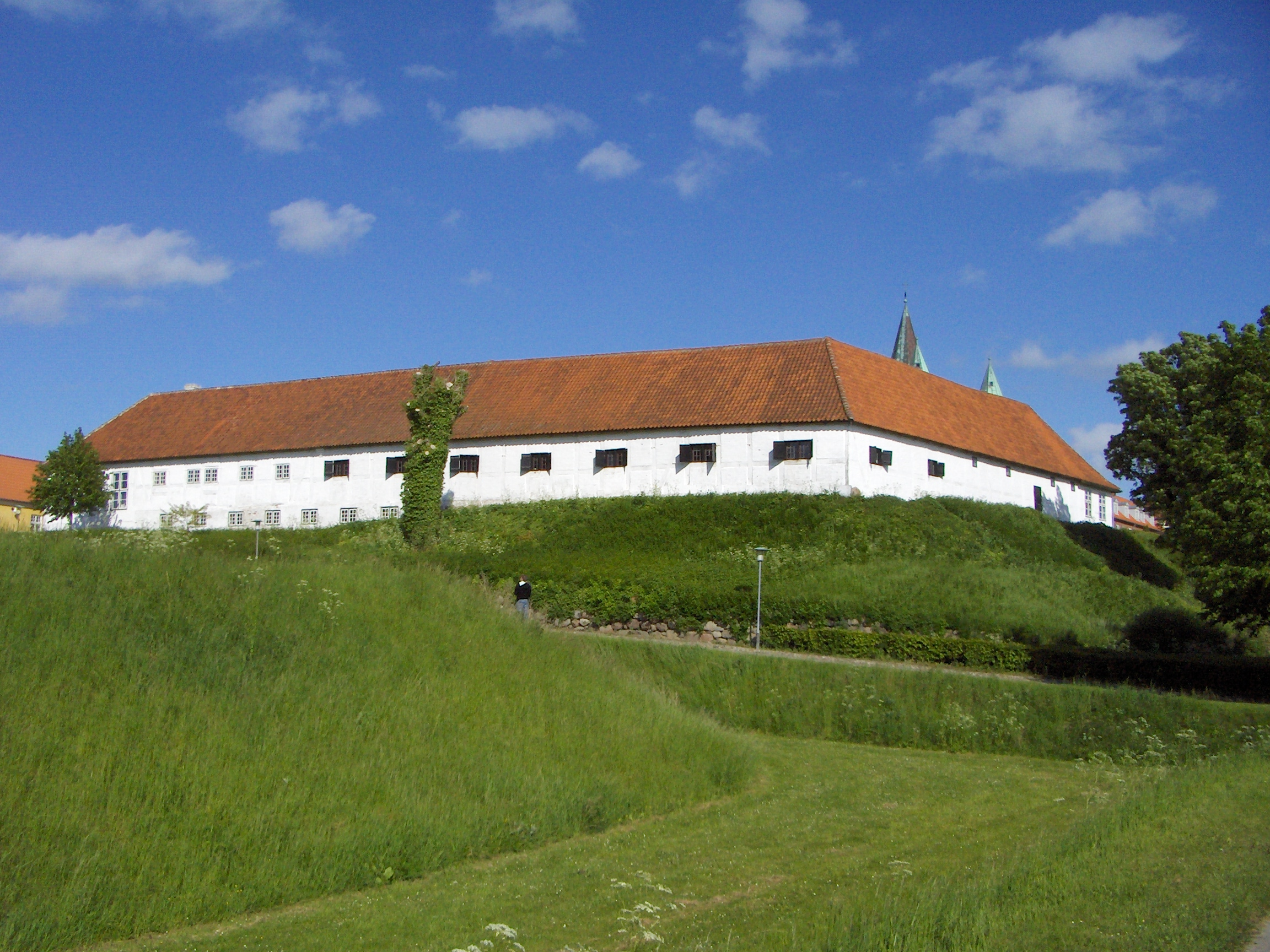
Lindegården
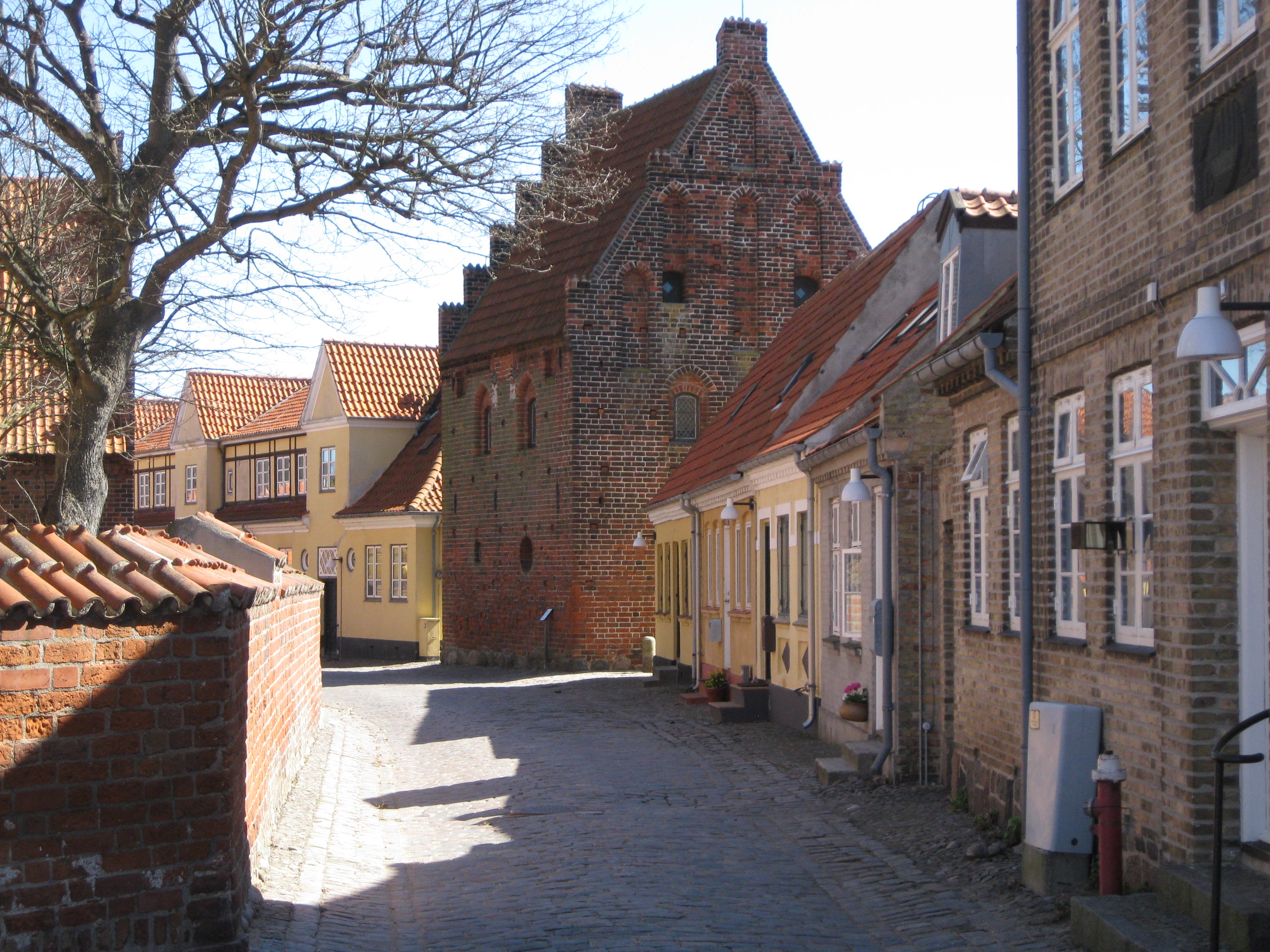
Alte Lateinschule in der Præstegade
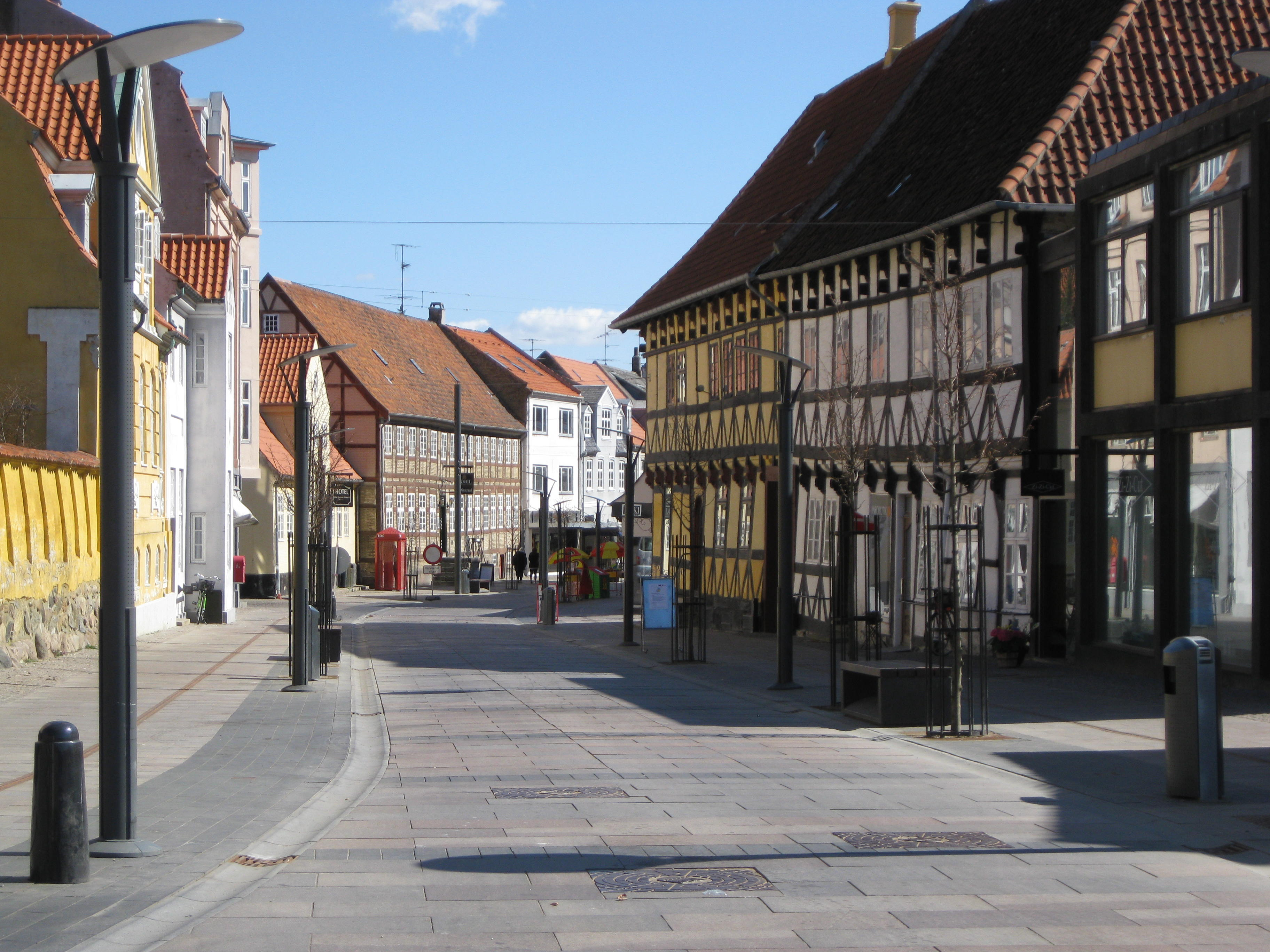
Lindegade
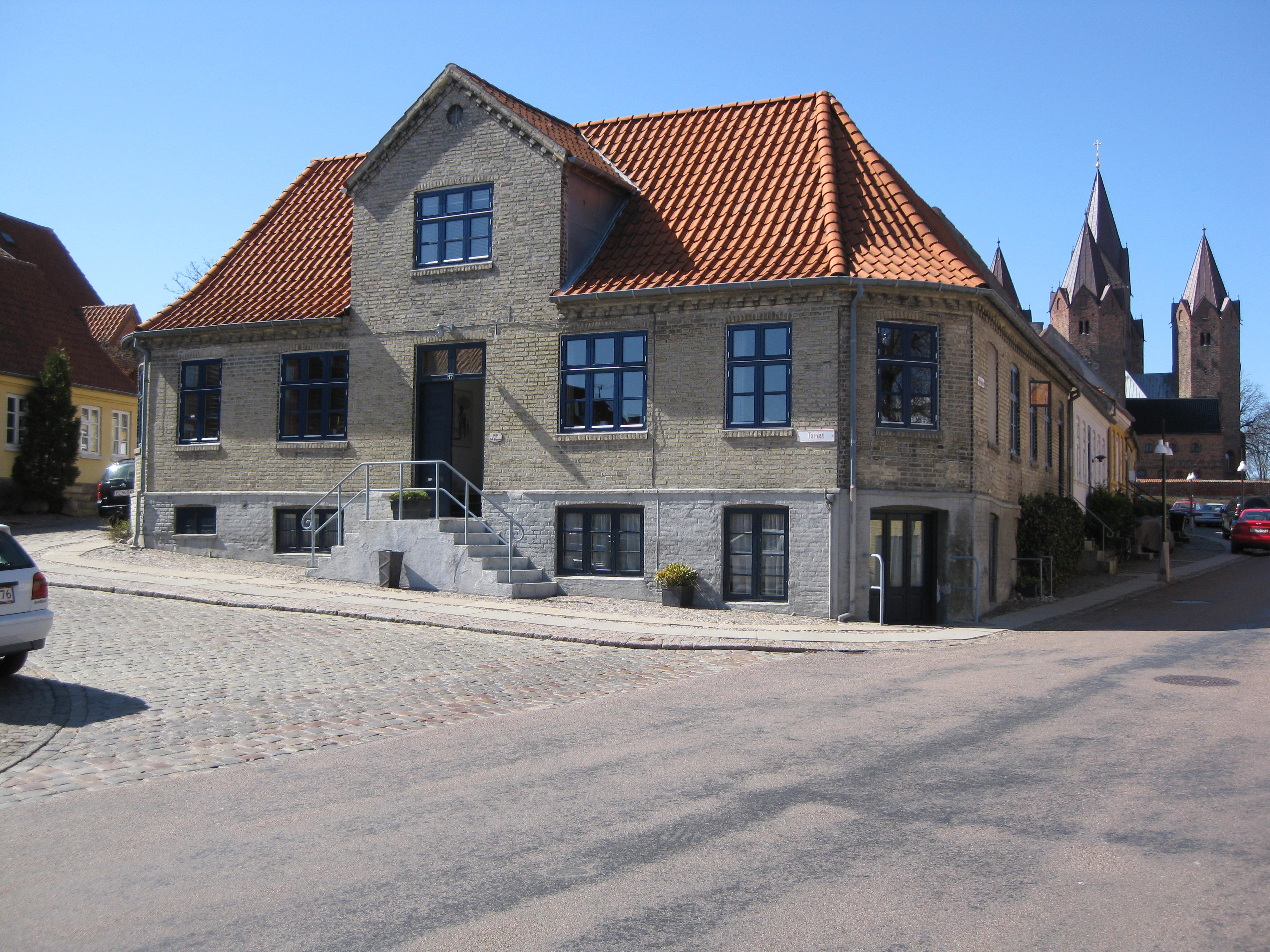
Torvet 17
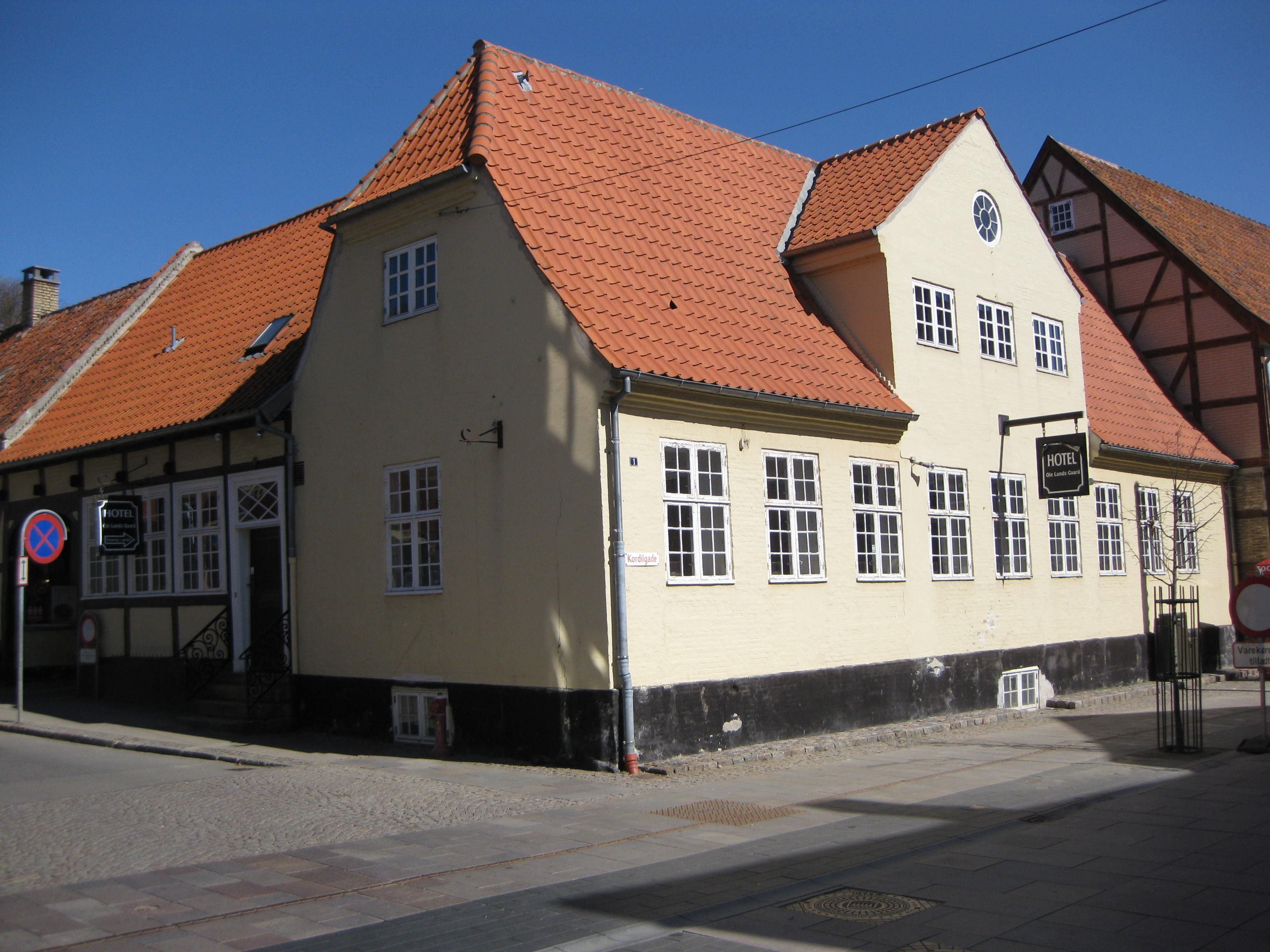
Hotel Ole Lunds Gaard
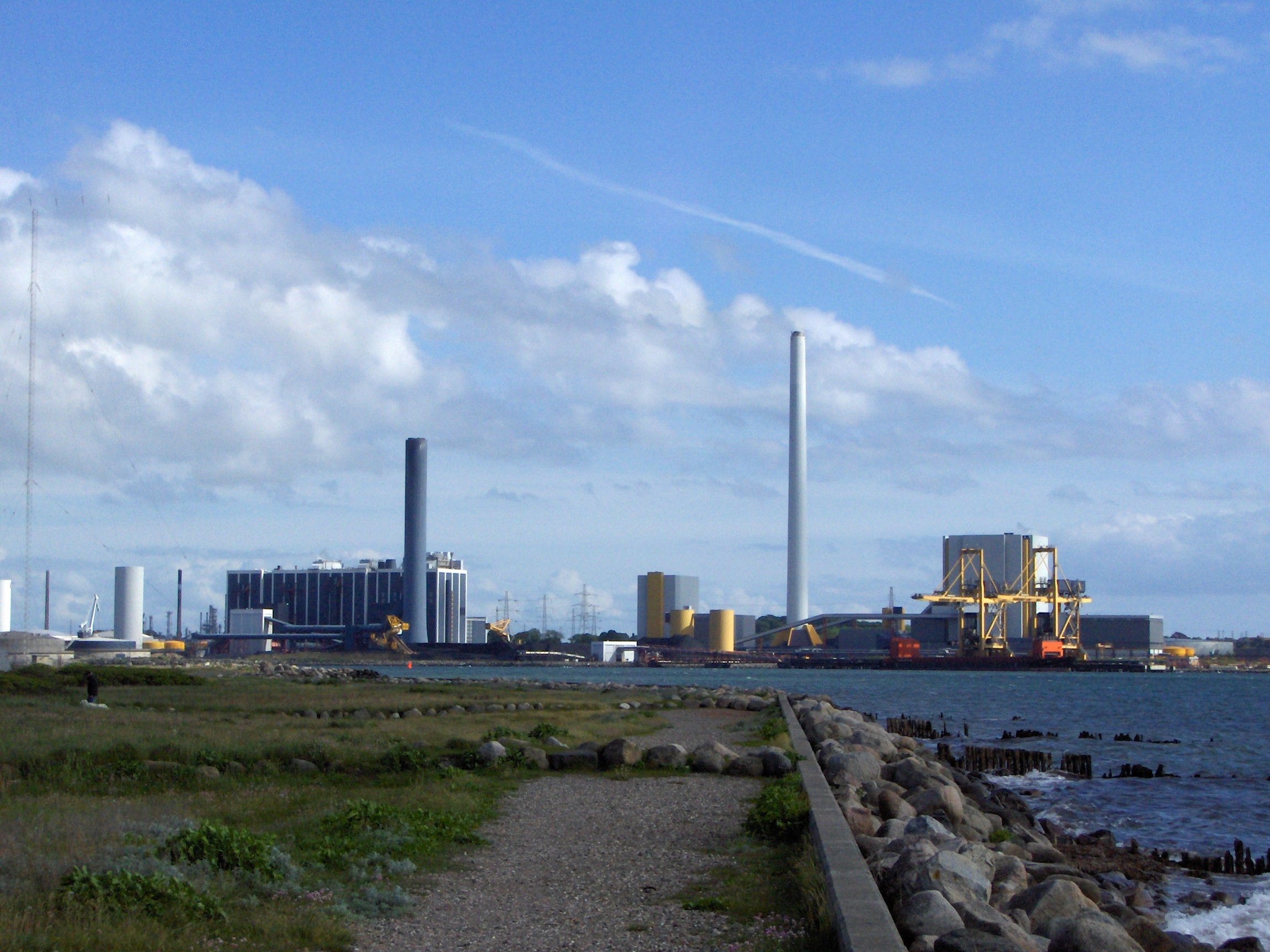
Asnæsværket
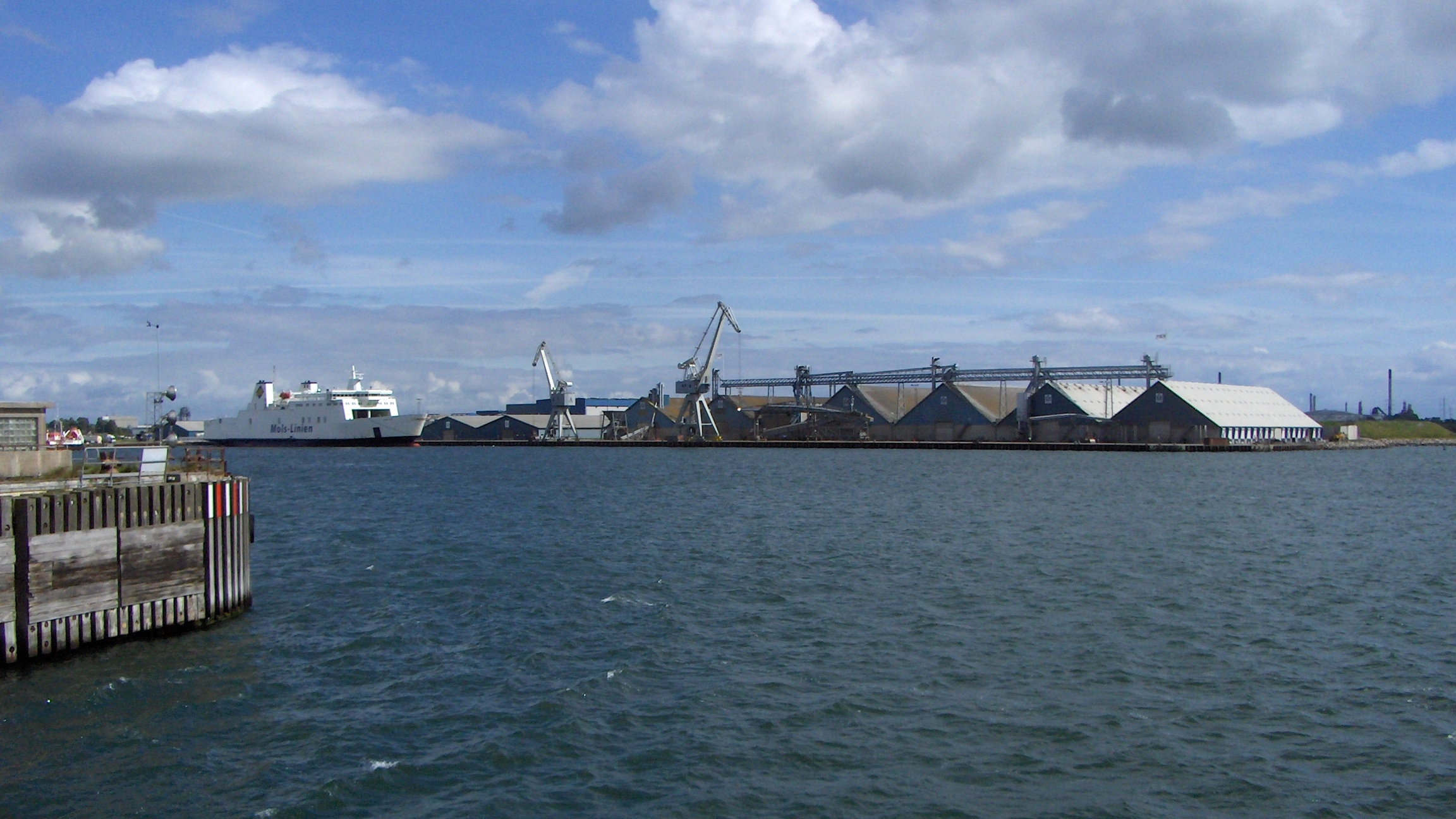
Hafen
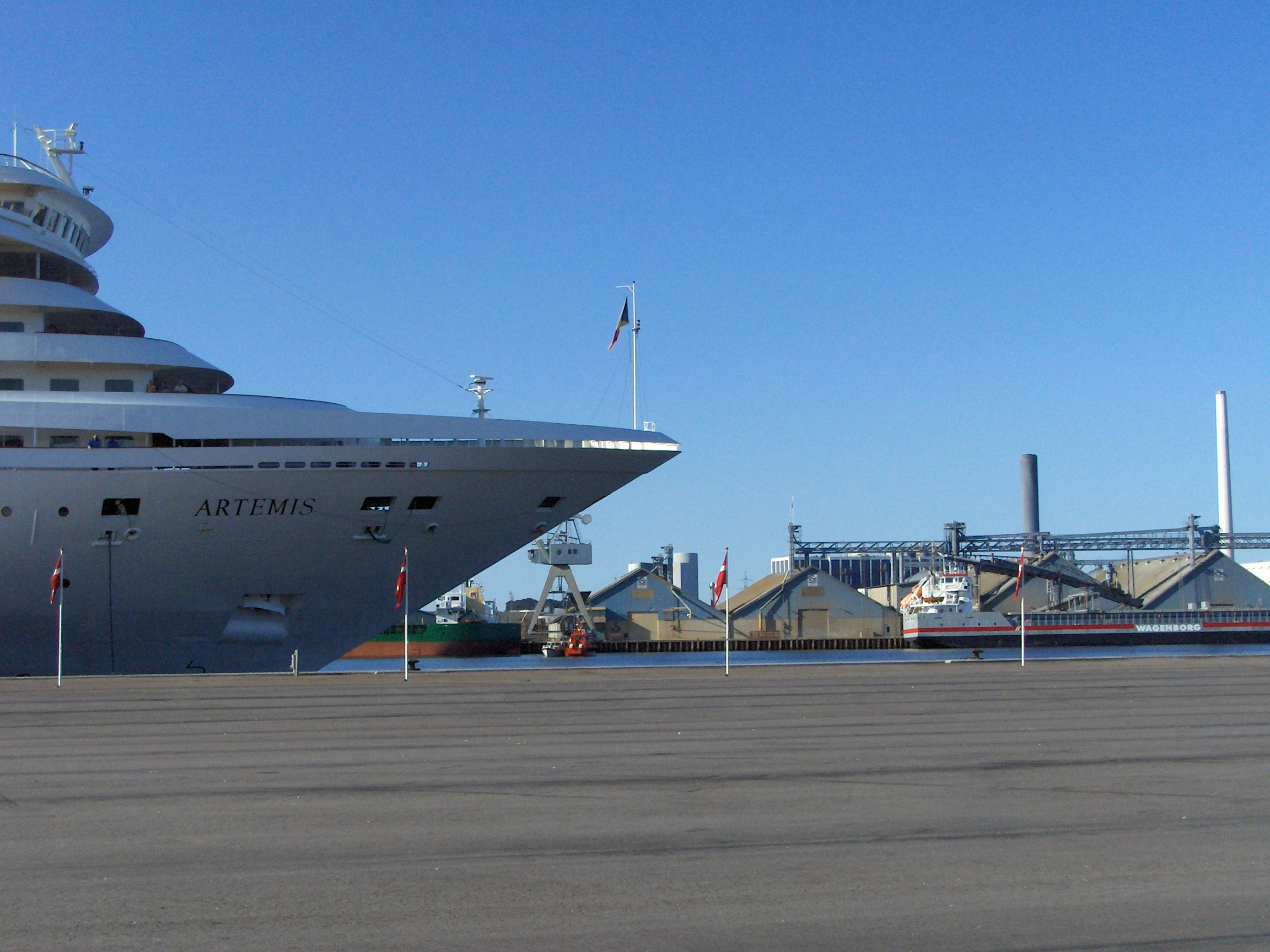
Kreuzfahrtschiff am Kai
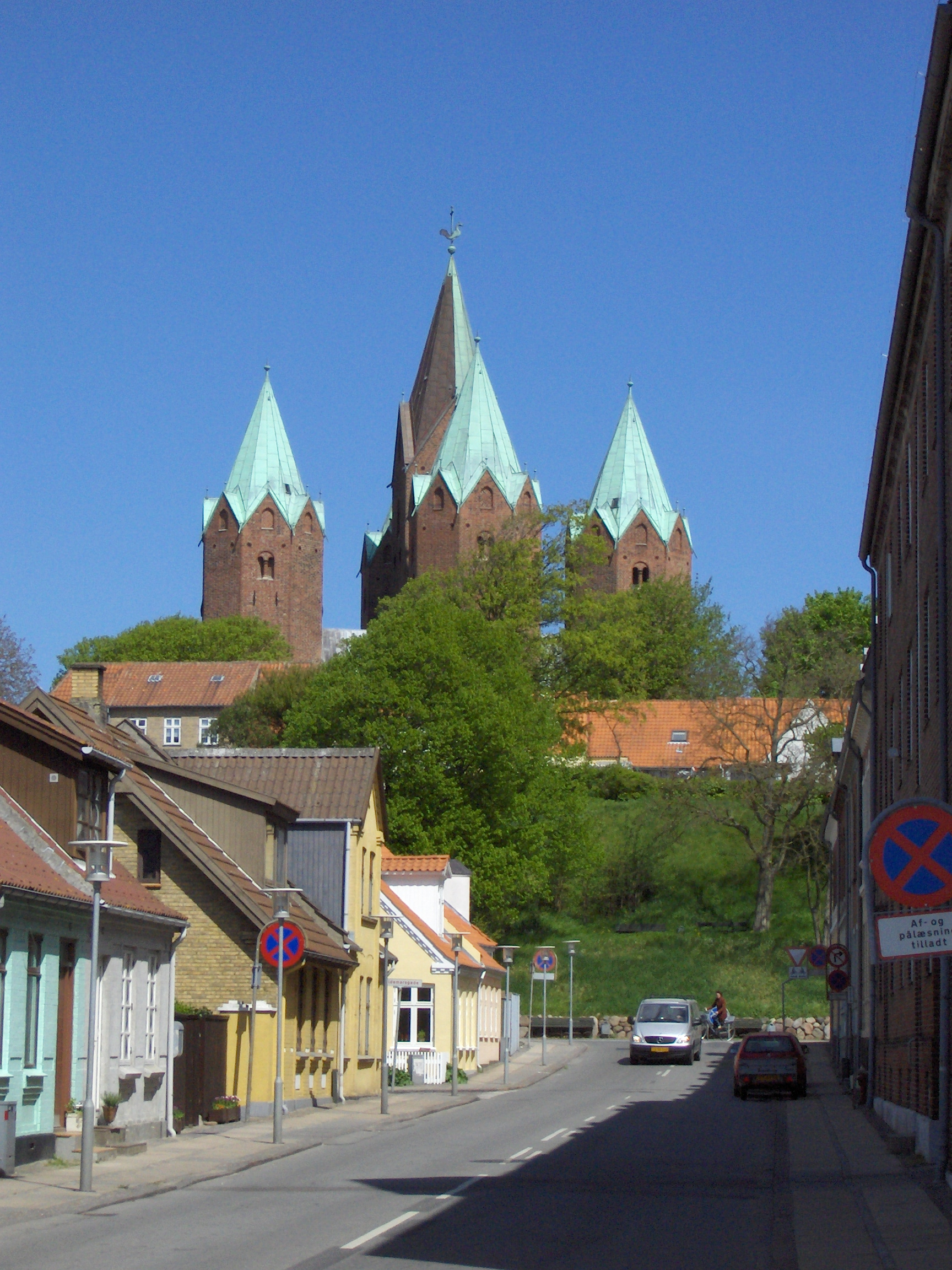
Vor Fru Kirke

## Belege
1. ↑  Statistikbanken › BY1: Befolkningen 1. januar efter byområder, landdistrikter, alder og køn (dänisch).
2. ↑  Samsølinjen (Memento des Originals vom 7. Januar 2015 im Internet Archive)  Info: Der Archivlink wurde automatisch eingesetzt und noch nicht geprüft. Bitte prüfe Original- und Archivlink gemäß Anleitung und entferne dann diesen Hinweis. Januar 2015.
3. ↑  Neuer Hafen für Kreuzfahrt und Container · „Ny Vesthavn“ in Kalundborg geht im März 2019 in Betrieb · 35 Millionen Euro kalkuliert. In: Täglicher Hafenbericht vom 15. August 2018, S. 13
4. ↑  Deutscher Ärzteverlag GmbH, Redaktion Deutsches Ärzteblatt: Kalundborg/Dänemark: Insulinproduktion im Weltmaßstab. 24. Oktober 2014, abgerufen am 21. Juni 2024.
5. ↑  Zone Santé - ICI.Radio-Canada.ca: L’Ozempic, vraiment la panacée pour traiter l’épidémie d’obésité? | L'Ozempic et la perte de poids. 11. Oktober 2023, abgerufen am 21. Juni 2024 (kanadisches Französisch).